# Клан Макніл

Ембрема (гребінь, хрест) клану Макніл.

Герб вождів клану клану Макніл.

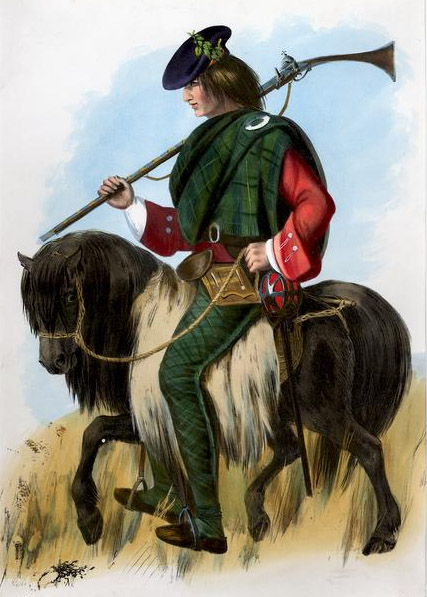
Людина з клану Макніл у традиційному одязі. Картина художника Р. Р. МакЯна. 1845 рік.

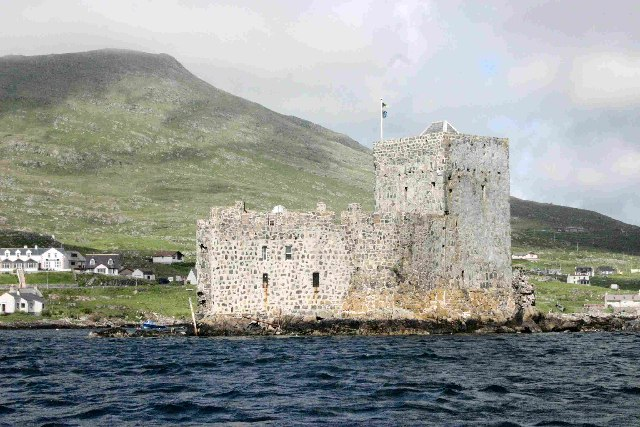
Замок Кісімул на острові Барра — резиденція вождів клану Макніл.

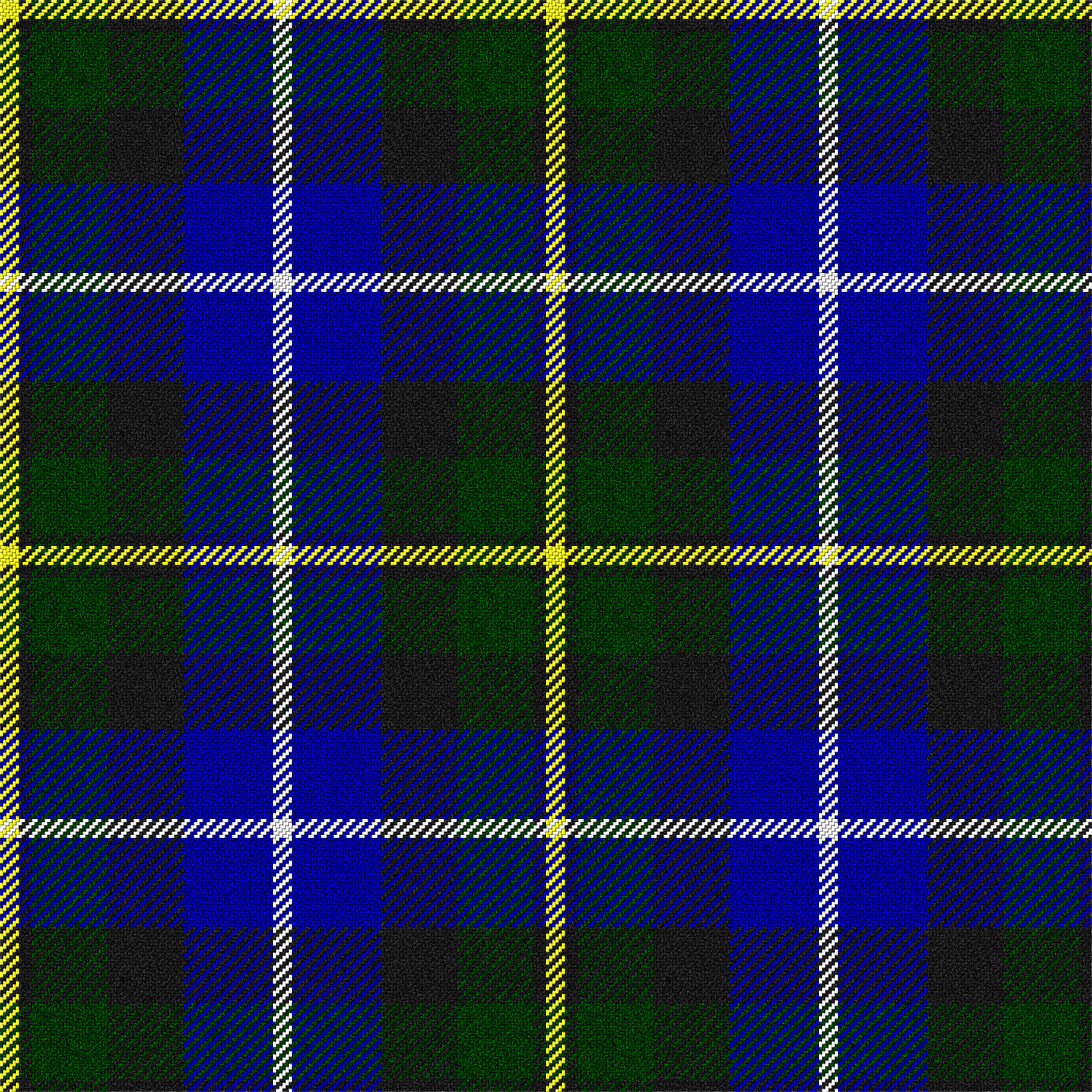
Тартан клану Макніл Барра.

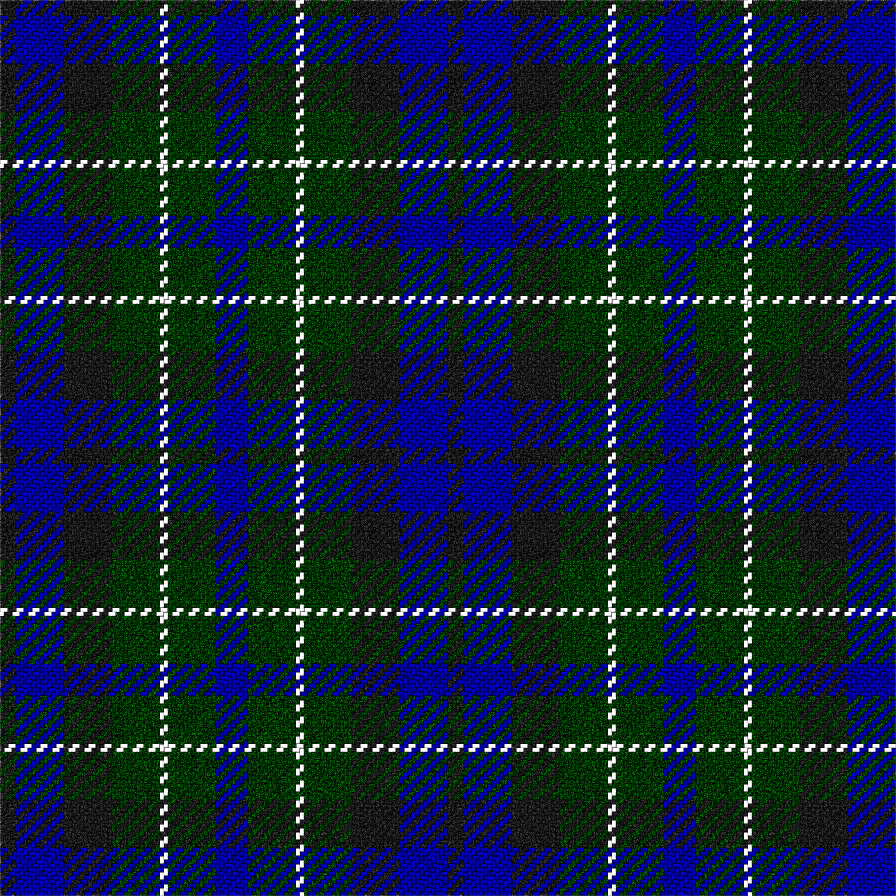
Тартан клану Макніл Колонсі.

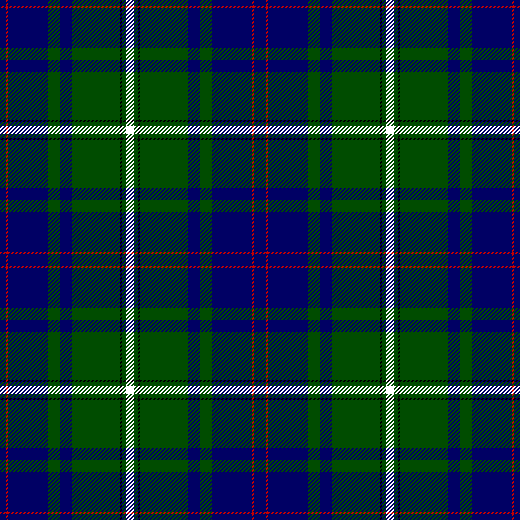
Варіант тартану клану Макніл.

Клан Макні́л (шотл. гел. Clan MacNeil, Clan Niall) — він же: клан Макніл, Макнель — один з кланів гірської Шотландії (Гайленд), володів землями на острові Барра (Гебриди). Згідно історичних переказів, клан походить від верховного короля Ірландії Ніла Дев'яти Заручників. Назва Макніл походить не від Ніла Дев'яти Заручників, а від Нейла, що жив у XIII столітті і належав до клану та династії з Ковала і Кнепдейла, що включає предків кланів Ламонт, Маківен, Маклахлан, Максвін. Одна з септ клану Макніл живе в Аргайлі, деякі історики вважають цю септу більш давньою за септи з острова Барра, є думка, що ці гілки клану взагалі не пов'язані між собою. Але згідно шотландських традиційних законів нинішній вождь клану Макніл є вождем всіх людей, що називають себе Макніл та Макніл.
Символ клану: квітка дріади (Dryas octopetala L.)
Гасло клану: Buaidh no bas — Перемога або смерть (шот. ґел.).

## Історія клану Макніл

### Походження
Згідно історичних переказав клану Макніл засновником клану є людина з ірландської королівської династії Ві Нейлл (ірл. Uí Néill) Антрохан Ва Нейлл (ірл. Ánrothán Ua Néill), син Аеда сина Флайбертаха Ва Нейлла (ірл. Uí Néill). Він був королем Айлеху, вождем клану Кенел н-Еонайн (ірл. Cenél nEógain), помер у 1036 році. Антрохан переселився до Шотландії в XI столітті. Він був нащадком легендарного верховного короля Ірландії Ніла Дев'яти Заручників. Антрохан вважається засновником кількох кланів Аргайлу: кланів Ламонт, Маклахлан, Маківен, а також ірландського клану Максвін. Якщо клан справді походить від Антрохана, то клан був молодшою гілкою давної королівської династії і поступався родовитістю кланам Максвін, мамонт і нащадкам Гілкріста. Згідно іншої теорії, що висловлена Ніколасом Макліном Бристольським, клан Макніл походить від Нейла Макліна, що був скарбничим і хранителем рукописів в часи, коли Роберт Брюс перебудував замок Тарберт.

### XIII—XV століття
У 1252 році Ніл Макніл — V вождь клану Макніл Барра згадується як принц в Раді Лорда Островів. Його син Ніл Оґ Макніл воював за свободу Шотландії і брав участь у битві під Баннокберн у 1314 році. Проте перший достовірний історичний документ, де згадується клан Макніл датується 1427 роком, коли Гіллеонан Макніл отримав грамоту на землі Барра та Бойсдейл.

### XVI століття
Ще один Гіллеонан (шотл. гел. Gilleonan) — ХІІ вождь клану Макніл був одним з острівних лордів хто був підступно надурений королем Шотландії Джеймсом V в Портрі (шотл. гел. Portree). Вожді шотландських кланів були запрошені на зустріч з королем нібито для мирних перемовин і їм було гарантовано безпеку. Натомість деякі вожді буди заарештовані і потім кинуті у в'язницю. Вождь клану Макніл з Барра був за ґратами аж до 1542 році, коли регент Морів хотів використати клан та острів Барра для зрівноваження зростаючої могутності клану Кембелл. Його син був серед вождів шотландських кланів, які підтримали лорда Островів в його союзі з Генріхом VIII Англійським в 1545. Це було відлунням давньої ворожнечі кланів островів з королями Шотландії.
У 1579 році єпископ Островів подав скаргу на вождя клану Макніл звинувативши його в розпусті та розбещенні жінок. Син цього вождя, новий вождь клану Макніл неодноразово був засуджений як заколотник королівською радою і про нього писали як про «спадкового злочинця», «підбурювача», «Руарі Татарина». Також про нього писали як про «останнього розбійника вікінга». Зрештою король закликав своїх лояльних до нього васалів знищити вождя клану Макніл. Його схопили власні племінники і повісили на ланцюгу.

### XVII—XIX століття
Під час громадянської війни на Британських островах клан Макніл підтримав роялістів. Вождь клану Ніл Ог отримав звання полковника в армії короля Чарльза (Карла) II. Він брав участь у битві під Вустером в 1651 році. Його внук Родерік Ду (Родерік Чорний) отримав королівську грамоту на володіння островом Барра як своєю вільною вотчиною. Родерік повів свій клан в битву під Кіллікранкі в 1689 році. Він підтримав рух та повстання якобітів у 1715 році. Після поразки повстання він та два його сини — Родерік та Джеймс змушені були піти у вигнання до Франції. Після смерті свого батька вони повернулися в Шотландію, і Родерік був кинутий у корабель-в'язницю «Ройял Соверін». Потім він був привезений до лондонської тюрми і був там до 1747 року.
У XIX столітті фінансові справи клану пішли погано і XXI вождь клану — генерал Родерік Макніл змушений був продати острів Барра у 1838 році.

## Макніл Аргіллські (з Тайніш, Джига та Колонсі)
Походження цієї гілки клану також неясне. Наприкінці XV століття один з Макнілів був відомий як каштелян замку Свін. У середині XVI століття Торквіл Макніл був відомий як «вождь і голова клану і фамілії Макніл». Історик XIX століття В. Ф. Скін (W.F. Skene) вважає Торквіла останнім спадковим володарем замку. Після його смерті замок перейшов у володіння клану Макміллан. У часи Торкве є записи про окремі клани Макніл Барра та Макніл Джига. Скін вважає, що Торкве не належив ні до одного, ні до іншого клану, а був нащадком вождів зовсім іншого клану Макніл. Вождем клану Макніл Джига був в той час Ніл Макніл, що був вбитий у 1530 році. Єдина його дочка успадкувала всі землі і передала їх своєму незаконнонародженому брату Нілу. За словами історика Джона Баннермана, в той час як землі вождя перейшли у власність дочки, посаду вождя клану отримав Торквіл, що був її двоюрідним братом. Баннерман вважає, що коли Торквіл помер, то посада вождя була передана нелегітимним МакНейла. У 1553 році Ніл Макніл продав острів Джеймсу Макдональду Айлському. Ніл помер не лишивши нащадків, посаду вождя отримав ще один Ніл, що отримав у володіння землі Тайніш. Його нащадком був Гектор Макніл Тайлішський. Він придбав землі Джига у 1590 році. З ростом сили і впливу клану Кемпбелл зростає і зменшується вплив клану Макніл на островах. У цей же час Макніл Барра був поза впливом і владою клану Кемпбелл. Сила і вплив Макніл Барра зростали. Тому його почали розглядати як вождя всіх Макнілів. Від цієї гілки походять і Макнейли з Колонсі, що отримали ці землі у 1700 році і належали їм до 1904 року, коли Джон Карстарс Макніл їх продав. Монкріфф вважає, що саме ця гілка Макнілів має більші права на посаду вождя клану ніж інші гілки клану. Існує думка, що ця гілка не має ніякого відношення до клану Макніл Барра. Але згідно шотландських законів вождь клану Макніл Барра вважається вождем всіх Макніл.

## Сучасне клану Макніл
У XIX та XX століттях клан мав серйозні проблеми щодо фінансів та своїх земельних володінь. У цю епоху шотландці з острова Барра масово мігрували до Канади, Австралії, Нової Зеландії та до Сполучених Штатів Америки. Під час вождівства в клані полковника Родеріка Макніла (1755—1822) острів Барра зазнав першої хвилі масової еміграції. За іронією долі цей вождь клану називав себе melieuratier («поліпшувач»). Одну масову міграцію очолив Гіллеонан — старший син вождя клану. 370 чоловік (75 сімей) католицького віросповідання виїхали в Піктоу (Нова Шотландія). У 1838 році після розорення син і спадкоємець полковника Родеріка — генерал-лейтенант Родерік Макніл Барра продав острів Барра полковнику Гордону Клюні. Коли Родерік помер у 1863 році, верховенство в клані успадкував його двоюрідний брат, що емігрував під час масових переселень в Канаду у 1802 році. Роберт Лістер Макніл народився в 1889 році американським громадянином і отримав освіту архітектора, він став вождем клану Макніл у 1915 році. У 1937 році він мав змогу купити острів Барра за гроші своєї дружини. Він одразу ж почав роботи по реставрації замку отримавши на це гроші від уряду Великої Британії. До своєї смерті у 1970 році він працював над реставрацією замку — резиденцією вождів клану Макніл. У 2001 році замок був переданий в оренду товариству «Історична Шотландія» строком на тисячу років з умовою сплачування 1 фунту стерлінгів на рік і однієї пляшки віскі сорту «Таліскер» (шотл. — Talisker). У жовтні 2004 року вождь клану Макніл передав 3600 гектарів земель уряду Шотландії. Нинішній вождь клану — Ян Родерік Макніл Барра, XLVI вождь клану Макніл, барон Барра є постійним членом Ради шотландських вождів. Він громадянин США, але мешкає в Единбурзі (Шотландія).

## Вожді клану Макніл
1. Ніл Дев'яти Заручників (ірл. Niall Noigíallach) — верховний король Ірландії, засновник королівських династій королівств Коннахт, Тір Еогайн, Тір Конайлл, засновник клану О'Нейлл (О'Ніл), одружений з Рігнах, помер близько 450 року.
2. Еоган мак Нейлл (ірл. Eógan mac Néill) — король Айлеха, принц Ольстера (Уладу), засновник клану Кенел н-Еогайн та септ О'Нейлл, О'Дохерті, О'Бойл, Макнейл (ірл. O'Neill, O'Docherty, O'Boyle, MacNeill). Засновник королівства Тір Еонайн (Ірландія). Одружений з Індорб Фіон Білою (ірл. Indorb Fionn). Помер близько 465 року.
3. Муйредах мак Еогайн (ірл. Muiredach mac Eógain) — король Айлеху (Ірландія), принц Ольстера, одружений з Ейрк. Помер близько 480 року.
4. Муйрхертах мак Муйредайг (ірл. Muirchertach mac Muiredaig) — верховний король Ірландії, король Айлеху, одружений з Дуайвшех (ірл. Duaibhseach). Помер після 487 року.
5. Домналл мак Муйрхертайг (ірл. Domnall mac Muirchertaig) — верховний король Ірландії, король Айлеху. Помер у 561 році.
6. Аед Варіднах (ірл. Áed Uaridnach) — верховний король Ірландії. Король Айлеха. Помер у 607 році.
7. Маел Фіхріх мак Аедо (ірл. Máel Fithrich mac Áedo) — король Айлеха, принц Ольстера. Помер близько 620—626 років.
8. Маел Дуїн мак Маеле Фіхріх (ірл. Máel Dúin mac Máele Fithrich) — король Айлеха, принц Ольстера, одружився з Кахт, помер у 706 році.
9. Фергал мак Маеле Дуїн (ірл. Fergal mac Máele Dúin) — верховний король Ірландії, король Айлеха, одружився з Ахохт. Помер 718 року.
10. Ніалл Фроссах (ірл. Niall Frossach) — верховний король Ірландії, король Айлеха, одружився з Ейхне, помер 773 року.
11. Аед Ойрніде мак Нейлл (ірл. Áed Oirdnide mac Néill) — верховний король Ірландії, король Айлеха, одружився з Мев. Помер 818 року.
12. Ніал Кайлле мак Аеда (ірл. Niall Caille mac Áeda) — верховний король Ірландії, Король Айлеха, король Ольстера, одружився з Гормфлайх, помер 845 року.
13. Аед Фінліах (ірл. Aed Finliath) — верховний король Ірландії, король Айлеха, король Ольстера, одружився з Маел Муйре — дочкою Кеннета мак Альпіна — короля скоттів. Помер 878 року.
14. Ніалл Глундуб (ірл. Niall Glúndub) — верховний король Ірландії, король Айлеха, король Ольстера. Одружився з Гормфлайх. Помер 916 року.
15. Муйркеартах на Кохалл, він же: Муйрхертах мак Нейлл (ірл. Muirceartach na Cochall Croiceann (Muirchertach mac Néill) — верховний король Ірландії, король Айлеха, король Ольстера. Помер 943 року.
16. Домналл ва Нейлл (ірл. Domnall ua Néill) — верховний король Ірландії, король Айлеха, король Ольстера. Помер 978 року.
17. Муйркертах на Міде (ірл. Muirceartach na Midhe) — принц Ольстера, принц Тір Еогайн. Помер 975 року.
18. Флайхбертах Ва Нейлл (ірл. Flaithbertach Ua Néill) — король Айлеха, король Ольстера, принц Тір Еогайн.
19. Аод Ахлав (ірл. Aodh Athlamh) — король Айлеха, король Ольстера, принц Тір Еогайн.
20. Аод Аонрахан (ірл. Aodh Aonrachan) — король Айлеха, принц Айлеха, принц Аргілла, переселився до брата Домналла в Шотландію в 1033 році. Помер після 1047 року.
21. Ніалл Будівничий Замку (шотл. гел. Niall Dun) — принц Аргілла, принц Королівства Островів. Збудував замок Кісімул.
22. Аод (шотл. гел. Aodh) — принц Королівства Островів. Помер після 1090 року.
23. Дональд (шотл. гел. Donald) — принц Королівства Островів.
24. Муйркертах (шотл. гел. Muirceartach) — принц Королівства Островів.
25. Ніалл (шотл. гел. Niall) — принц Королівства Островів. Помер після 1263 року.
26. Ніалл Ог (шотл. гел. Niall Og) — отримав у власність острів Барра від короля Роберта Брюса. Помер після 1314 року.
27. Муйркертах (шотл. гел. Muirceartach)
28. Родерік (шотл. гел. Roderick) — помер після 1409 року.
29. Гіллеонан Родерік Мухард МакНейл (шотл. гел. Gilleonan Roderick Muchard MacNeil) — отримав грамоту від лорда Островів на володіння островом Барра. Одружився з Фінволою — дочкою Яна МакЛауда Борба — вождя клану МакЛауд.
30. Родерік (шотл. гел. Roderick)
31. Гіллеонан (шотл. гел. Gilleonan) — помер після 1495 року.
32. Гіллеонан (шотл. гел. Gilleonan).
33. Гіллеонан (шотл. гел. Gilleonan) — помер після 1578 року.
34. Родерік Ог (шотл. гел. Roderick Og) — одружився з Мері Маклауд — жінкою-вождем клану Маклауд.
35. Родерік Підбурювач (шотл. гел. Roderick) — одружився з жінкою з клану Маклін Дуарт, потім з Маріон з клану Макдональд. Діти від цих двох шлюбів боролися між собою за титул вождя клану Макліл. Помер після 1601 року.
36. Ніалл Ог (шотл. гел. Niall Og) — одружився з Маргарет Маклін. Помер після 1651 року.
37. Гіллеонан (шотл. гел. Gilleonan) — одружився з Катерін Макдональд.
38. Родерік Ду (шотл. гел. Roderick Dhu) — барон Барра. Одружився з Ізабель Маклауд. Помер 1715 року.
39. Родерік Голуб Заходу (шотл. гел. Roderick) — барон Барра. Одружився з Алісою Маклауд. Помер 1763 року.
40. Родерік Джентльмен (шотл. гел. Roderick) — барон Барра. Одружився з Джин Камерон. Помер 1822 року.
41 Родерік Генерал (шотл. гел. Roderick) — барон Барра. Втратив майно і земельні володіння у 1838 році. Не мав нащадків. Після його смерті титул вождя клану перейшов до іншої лінії.
42. Дональд Макгоуган Макніл (шотл. гел. Donald McGougan MacNeil) — барон Барра. Помер в 1880 році.
43. Ян Макніл (шотл. гел. Iain Macneil) — барон Барра. Помер в 1893 році.
44. Родерік Амбросій Макніл (шотл. гел. Roderick Ambrose Macneil) — барон Барра. Заповів титул вождя клану своєму другому сину Роберту Лістеру.
45. Роберт Лістер Макніл (шотл. гел. Robert Lister Macneil) — барон Барра. Жив в Америці. Повернувся в Шотландію і в 1937 році почав реставрувати замок Кісімул.
46. Ян Родерік Макніл (шотл. гел. Ian Roderick Macneil) — барон Барра. Жив в Америці. Професор Гарвардського університету. Передав замок Кісімул в оренду товариству «Історична Шотландія» терміном на тисячу років. Помер 2010 року.
47. Родерік Рорі Вільсон Макніл (шотл. Roderick "Rory" Wilson Macneil) — барон Барра. одружився з Су Мін Кван з Гон-Конга. Спадкоємець титулу вождя — Руарі Ян Макніл (гельск. — шотл. гел. Ruari Iain Macneil).